# Liceo ginnasio Pontano Sansi
Il Liceo ginnasio Pontano Sansi è un istituto di istruzione secondaria di secondo grado di Spoleto. Istituito con regio decreto n. 156 del 10 Novembre 1860, è tra i licei più antichi d'Italia. 
L'intestazione Pontano-Sansi, adottata a partire dal 1894, si riferisce al liceo dedicato a Gioviano o Giovanni Pontano e al ginnasio intitolato ad Achille Sansi. 
Fino alla prima guerra mondiale, formò gran parte della classe dirigente dell'Umbria meridionale.
Dal 2013, dopo l'accorpamento con altre scuole cittadine, la titolazione adottata è: Istituto di istruzione superiore Sansi-Leonardi-Volta.

## Storia

### Regio liceo PontanooRegio liceo dell'Umbria
Il Regio Commissario Generale Straordinario per la provincia dell'Umbria, marchese Pepoli, istituì un Regio Liceo a Spoleto intitolato a Giovanni, o Gioviano, Pontano, poeta originario di Cerreto di Spoleto. 
Le opere necessarie alla fondazione e al mantenimento furono a carico dello Stato; provvedere ai locali necessari e al materiale non scientifico furono compiti del Comune.
La scelta di Spoleto fu favorita dallo zelo del barone Achille Sansi che tanto si adoperò per situare il liceo sul territorio, considerandolo un giusto compenso per la città che, pur cessando di essere capoluogo di provincia, intendeva comunque mantenere il primato, detenuto per secoli, di centro culturale più in vista di tutta l'Umbria. La tradizione culturale infatti, già viva nel periodo del Ducato, era cresciuta nel periodo del Comune e si era intensificata grazie all'attività dell'Accademia spoletina.
Pepoli nominò Sansi Sovrintendente alle scuole di Spoleto, incarico che mantenne per circa trent'anni; ottenne il pareggiamento del liceo nel 1861 e curò l'ordinamento degli altri istituti educativi locali. L'aver messo a punto e adottato un'organizzazione formale dell'attività educativa, fece della città un riferimento per l'intera regione.
Nei primi decenni di vita del liceo il Sansi selezionò valenti professori che arrivarono da tutta Italia; tra i primi ci furono tre religiosi calabresi: Pietro Ardito (1863-?), canonico nella Chiesa di Nicastro; Carlo Maria Tallarigo (1862-1874), canonico nell'ex Cattedrale di Martirano; Nicola Paola, sacerdote.
Nel giugno 1876 l'istituto fu visitato da Giosuè Carducci, in veste di commissario regio, e dallo scienziato Francesco Rossetti. In quell'occasione Carducci volle visitare le Fonti del Clitunno che ispirarono l'ode Alle fonti del Clitunno poi inserita nella raccolta Odi barbare.
Fino a quando i licei-ginnasi di Perugia e Rieti non si trasformarono in governativi (nel 1905 Perugia e nel 1907 Rieti), quello di Spoleto rimase l'unico Regio Liceo della regione, chiamato semplicemente Regio Liceo dell'Umbria.

### Il ginnasio comunale o comunitativo
Per circa trent'anni il Regio Liceo Pontano accolse gli studenti provenienti dai ginnasi della provincia ma soprattutto quelli provenienti dal ginnasio comunale spoletino, in attività dal 1849 e pareggiato nel 1866. Nel 1893 fu convertito in Regio Ginnasio, riconoscimento fortemente voluto dal Sansi, deceduto due anni prima; a lui intitolato, venne quindi unito al Regio Liceo Pontano che da allora fino al 1946 si chiamò Regio liceo ginnasio Pontano Sansi. La doppia titolazione Pontano-Sansi fu possibile grazie ad una distinzione di privilegio, a quei tempi concessa a soli tre/quattro istituti in tutta Italia (fra questi il Liceo classico Niccolini Guerrazzi di Livorno), prevista dal regio decreto del 1º marzo 1894.

### Le sedi
Il Liceo Pontano ebbe la sua prima sede nell'ex convento dei Gesuiti, annesso alla chiesa di Santa Maria della Concezione, complesso che fin dal 1621 aveva rappresentato il centro scolastico cittadino per antonomasia. Passò quindi nel convento della chiesa di San Filippo; successivamente, insieme al ginnasio, si trasferì nell'ex convento della chiesa di San Domenico e dal 1892 al 1924, in piazza Carducci, nell'ex convento dei Serviti (demolito nel 1947 insieme alla chiesa di San Luca); nel 1926 si spostò di pochi metri andando ad occupare la sede attuale, Palazzo Toni, acquistato appositamente dall'amministrazione comunale.

### Liceo ginnasio statale Pontano Sansi

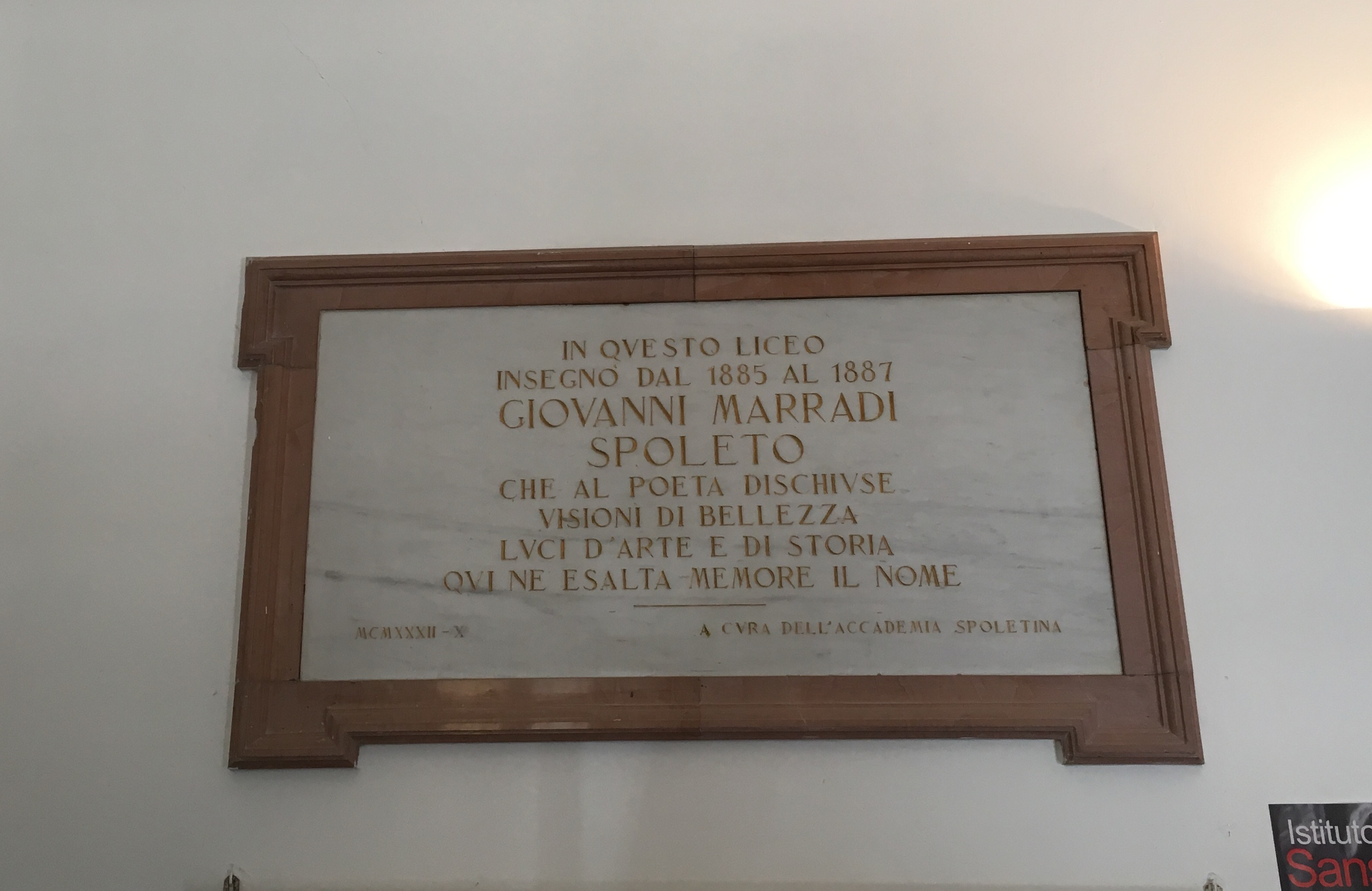
Targa dedicata a Giovanni Marradi

Dopo la nascita della Repubblica Italiana il liceo cambiò intestazione e dal 1946 al 2009 fu Liceo ginnasio statale Pontano Sansi, più spesso citato come Liceo classico Pontano Sansi.
Nel 1966 fu istituita una sede distaccata a Norcia, chiusa nel 1997. Una succursale con indirizzo psicopedagogico, fu avviata nei locali dell'Istituto magistrale Gregorio Elladio di Spoleto, fondato nel 1922 e soppresso nel 1997.
Nel 2009 il Liceo ginnasio statale Pontano Sansi venne soppresso e accorpato all'Istituto statale d'arte Leoncillo Leonardi (fondato nel 1961) costituendo l'Istituto di istruzione superiore Pontano Sansi-Leoncillo Leonardi. Nel 2013 si aggiunse il Liceo Scientifico Alessandro Volta (fondato nel 1941) dando origine all'attuale Istituto di istruzione superiore Sansi-Leonardi-Volta.

### Alcuni insegnanti
- Francesco Fiorentino (1861-62)
- Pier Luigi Crescioli
- Luigi Morandi (1863-64 e 1866-67)
- Francesco Pennacchietti (1881-83)
- Giuseppe Piergili preside, (1882-94 e 1909-12)
- Giovanni Marradi (1885-87)
- Ettore Romagnoli (1901-02)
- Luigi Valli (1905-09)
- Luigi Fausti (1929-35)
- Giacomo Panetti (1935-49)
- Giorgio Spitella (1951-54)
- Bruno Toscano (1959-60)[18]

### Alcuni allievi
- Giuseppe Sordini, 1874
- Tito Sinibaldi, 1878
- Cesare Micheli, 1884
- Claudio Argentieri, 1909
- Giovanni Antonelli, 1937
- Abdon Alinovi, 1941
- Paolo Schiavetti Arcangeli, 1942
- Giorgio Spitella, 1944
- Bruno Toscano, 1948
- Maria Antonia Modolo, 1948
- Giancarlo De Carolis, 1948[19]

La maturità classica venne per la prima volta conseguita da una donna nel 1909 (Irene Malvani).

### Primo centenario
Le celebrazioni del centenario del liceo si svolsero nei giorni 8 e 9 dicembre 1961; iniziarono con conferenze tenute al Teatro Caio Melisso e al Teatro Nuovo da Giuseppe Ermini, Giuseppe Salari, Giovanni Polvani, Corrado Mascetta, Gianni Toscano, ecc.
La sera stessa ebbe luogo uno spettacolo al Teatro Nuovo: Un castello di Svezia di Françoise Sagan con Sergio Fantoni, Nora Ricci, Ilaria Occhini. Il giorno seguente ci fu la premiazione degli alunni meritevoli e lo scoprimento della lapide commemorativa del centenario nell'atrio del liceo. 
A chiusura delle celebrazioni un concerto del complesso d'archi "Arcangelo Corelli" di Roma.

## La collezione scientifica
Fin dal 1861 il Ministero della pubblica istruzione, i dirigenti e i professori del liceo, acquistarono materiali e apparecchiature fondamentali per la didattica, e incrementarono il patrimonio bibliografico. Ad oggi il cospicuo materiale storico custodito, comprende una ricca biblioteca di circa sedicimila volumi, cinquecentine, macchine fotografiche con relativi dagherrotipi, apparecchi per la sperimentazione nell'ambito della chimica, della fisica e delle scienze naturali, in tutto circa 4000 pezzi custoditi nel Laboratorio di scienze fisiche, naturali e di geografia. Fra questi si segnalano la macchina di Atwood, la macchina pneumatica di Jacques Babinet, un microscopio dei Fratelli Koristka S.A., un galvanometro di Lord Kelvin e altri di Leopoldo Nobili, ecc..
Nel 1975 l'attrezzatura del laboratorio si arricchì di un osservatorio astronomico intitolato a Giovanni Polvani, donato dalla Banca Popolare di Spoleto e dotato di telescopio riflettore montato in una cupola di 3 metri di diametro. Rimasto chiuso e inutilizzato per circa venti anni, l'osservatorio è tornato in funzione nel 2012.
Da ricordare la trasmissione a distanza senza fili (dal Collegio Umberto I, situato nel convento della chiesa di Santa Trinita, al foyer del Teatro Nuovo), condotta nel 1904 da Giovanni Polvani che riprodusse le esperienze già effettuate qualche anno prima da Marconi.

## Palazzo Toni

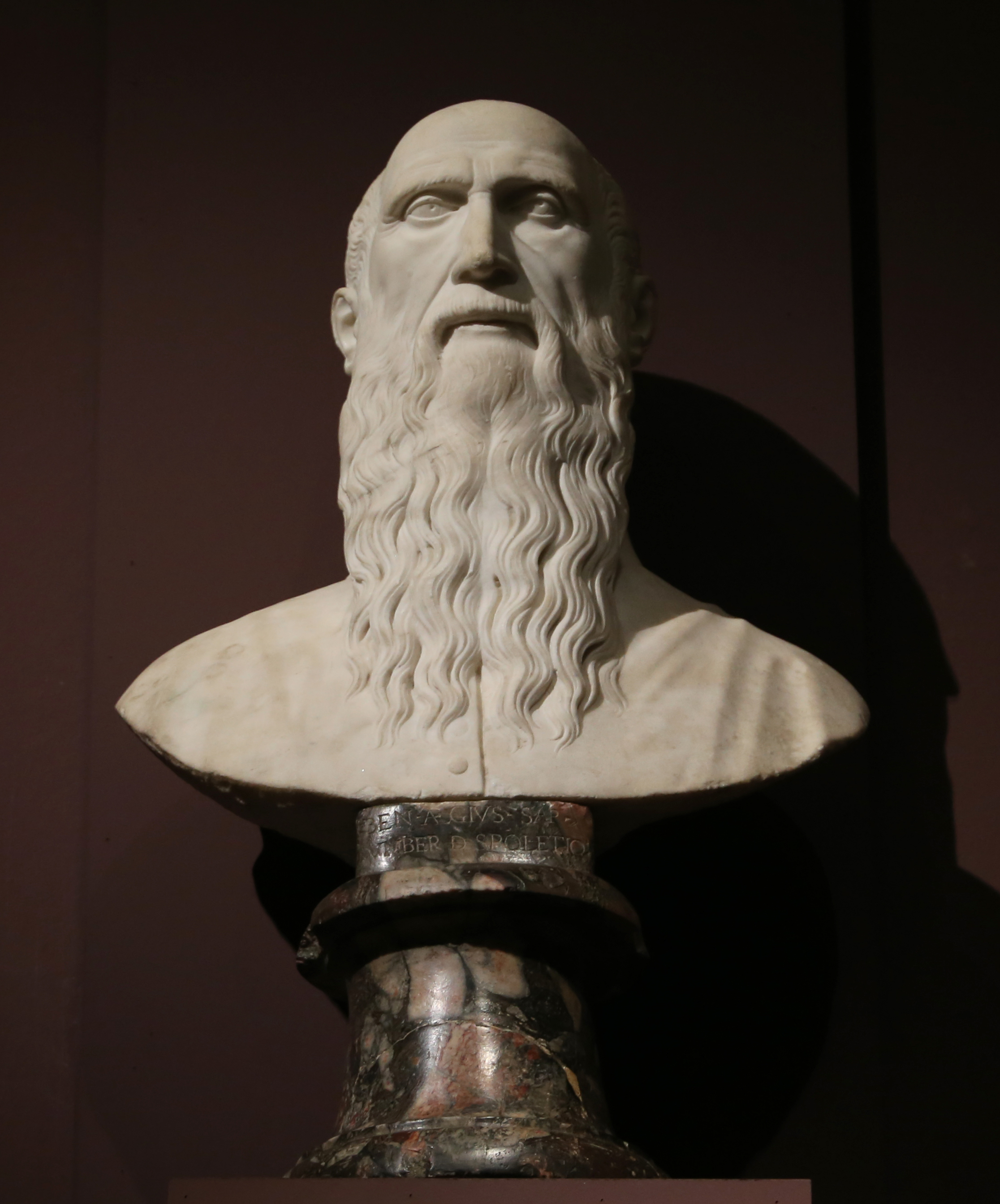
Ritratto di Benedetto Egio, 1570-75 ca. (collezione privata), scolpito da Vincenzo Danti.

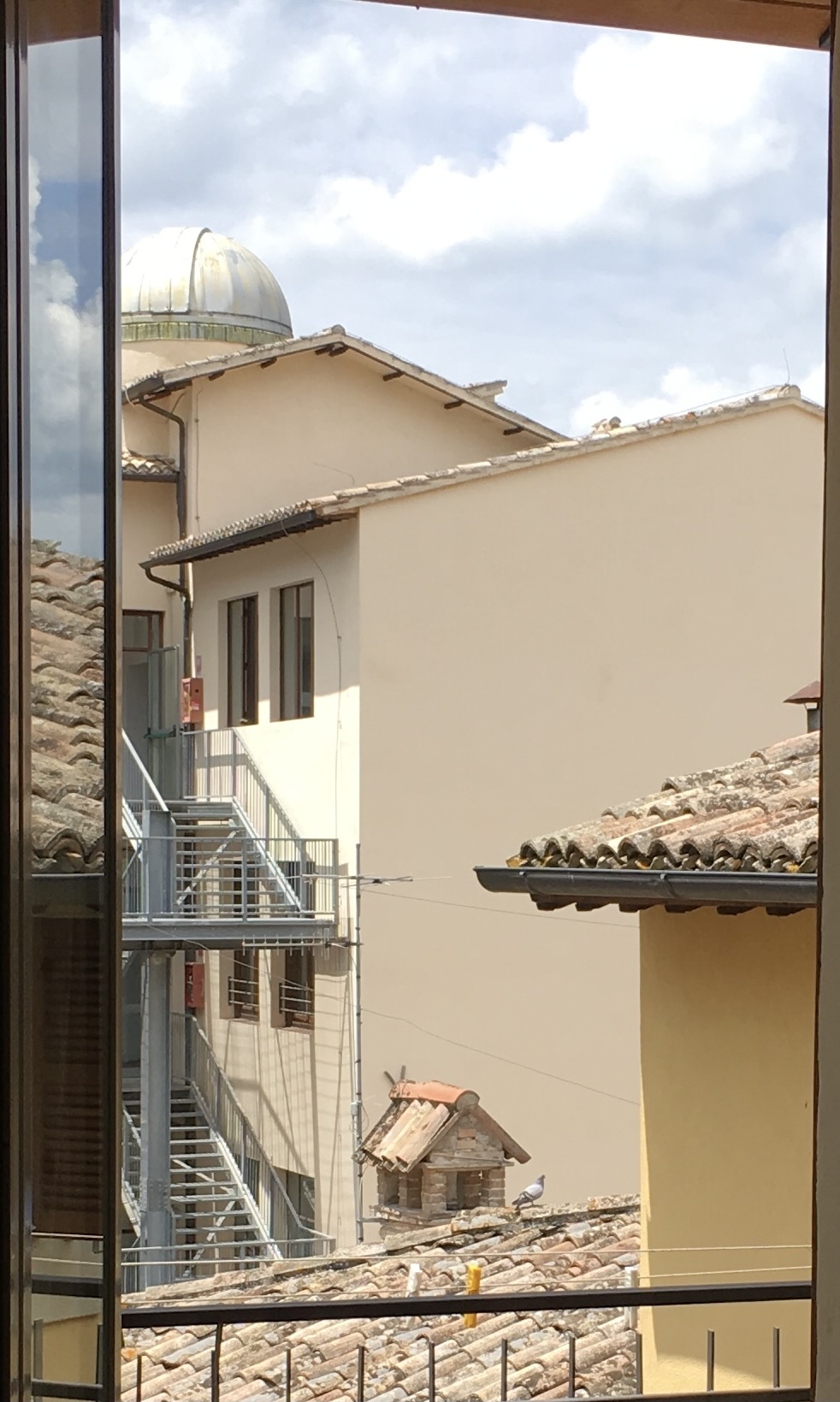
Retro di Palazzo Toni con la cupola dell'osservatorio astronomico

Fu costruito a partire dal 1563 su commissione di Benedetto Egio, umanista spoletino di cui si conosce molto poco: forse presbitero, forse docente all'università di Parigi, morto probabilmente nel 1567, sicuramente traduttore della Biblioteca di Apollodoro (B. Aegius, Roma 1555) e di molti altri scritti greci e latini. A lui è dedicata la via che fiancheggia l'edificio.
Il palazzo venne poi acquistato dai conti Toni che ne rimasero proprietari per circa tre secoli. La tradizione narra che nel 1797 nel piano nobile del palazzo accadde un miracolo: la Madonna della modestia raffigurata in un dipinto con gli occhi rivolti in basso, alzò lo sguardo pietoso sui presenti. La notizia si diffuse e molti fedeli e curiosi vi si recarono in pellegrinaggio. Così Emilio Toni, infastidito dal gran via vai, decise di portare il dipinto al piano terra. Ancora oggi la stanzetta a sinistra della entrata viene denominata l'Oratorio. L'ingresso principale del palazzo si trovava in via Egio, fu spostato in piazza Carducci quando, per favorire i lavori della traversa nazionale interna, si modificò la viabilità della zona.
Il conte Francesco Toni, appassionato naturalista, a partire dal 1880 circa, cominciò ad esporre la propria collezione geopaleontologica nei locali del piano nobile; con la denominazione "Museo di scienze naturali di Spoleto", l'esposizione veniva segnalata nelle guide turistiche dell'800 e del '900. Dal 1987 la collezione è custodita nel Laboratorio di scienze della terra.
Nel 1926 il palazzo fu acquistato dal comune per essere destinato al liceo. 
Per meglio adattarlo alle necessità scolastiche, nel 1932 vennero costruite tre nuove ampie aule, utilizzate poi come gabinetti ben attrezzati di fisica e di scienze, ad uso anche degli altri istituti scolastici e aperti ai cittadini a scopo divulgativo. Altre ristrutturazioni furono eseguite nel periodo 1972-76 e ancora nel 2009-11.